# Associazione Sportiva Fanfulla 1939-1940
Questa voce raccoglie le informazioni riguardanti l'Associazione Sportiva Fanfulla nelle competizioni ufficiali della stagione 1939-1940.

## Stagione
Nella stagione 1939-1940 il Fanfulla di Lodi con 32 punti si classificato in undicesima posizione nel campionato di Serie B, torneo vinto dall'Atalanta con 47 punti, davanti al Livorno con punti 46, entrambe promosse in Serie A. Nella squadra lodigiana allenata da Giuseppe Marchi si è messo in mostra Lelio Colaneri autore di 15 reti.

## Rosa
| N. |                   | Ruolo | Calciatore         |
| -- | ----------------- | ----- | ------------------ |
|    | Italia (bandiera) | P     | Alberto Barbieri   |
|    | Italia (bandiera) | A     | Elio Bramanti      |
|    | Italia (bandiera) | A     | Erminio Cartoni    |
|    | Italia (bandiera) | A     | Achille Casanchini |
|    | Italia (bandiera) | A     | Carlo Cattaneo     |
|    | Italia (bandiera) | D     | Alberto Citterio   |
|    | Italia (bandiera) | A     | Lelio Colaneri     |
|    | Italia (bandiera) | C     | Pietro Corrada     |
|    | Italia (bandiera) | D     | Bruno Crola        |
|    | Italia (bandiera) | C     | Oliviero Edelli    |

| N. |                   | Ruolo | Calciatore          |
| -- | ----------------- | ----- | ------------------- |
|    | Italia (bandiera) | A     | Giovanni Garrone    |
|    | Italia (bandiera) | C     | Carlo Kaffenigg     |
|    | Italia (bandiera) | A     | Giulio Longhi       |
|    | Italia (bandiera) | D     | Ermelindo Lovagnini |
|    | Italia (bandiera) | D     | Riccardo Marta      |
|    | Italia (bandiera) | C     | Carlo Motta         |
|    | Italia (bandiera) | C     | Giuseppe Pagni      |
|    | Italia (bandiera) | C     | Giuseppe Spirolazzi |
|    | Italia (bandiera) | C     | Giovanni Antorri    |
|    | Italia (bandiera) | D     | Marino Brusoni      |

## Risultati

### Serie B

#### Girone di andata
| Verona 17 settembre 1939 1ª giornata | Verona                | 0 – 0 | Fanfulla | Stadio di Via Bentegodi\| Arbitro: \| Zavattaro (Casale M.) \| |
| Arbitro:                             | Zavattaro (Casale M.) |       |          |                                                                |

| Arbitro: | Curradi (Firenze) |

|           |           |  |
| Crola 17’ | Marcatori |  |

| Arbitro: | Forni (Trento) |

|                               |           |                           |
| Gambino 50’ Prata Pizzala 63’ | Marcatori | 38’ Cattaneo 80’ Bramanti |

| Arbitro: | Rizzo (Messina) |

|                                                     |           |  |
| Cartoni 6’ Colaneri 11’, 72’ Crola 20’ Bramanti 63’ | Marcatori |  |

| Arbitro: | Mazza (Torre del Greco) |

|                      |           |              |
| Costenaro 42’ (rig.) | Marcatori | 20’ Bramanti |

| Arbitro: | Scotto (Savona) |

|           |           |                |
| Rossi 62’ | Marcatori | 40’ Casanchini |

| Arbitro: | Viarengo (Asti) |

|                  |           |  |
| Colaneri 58’ 83’ | Marcatori |  |

| Arbitro: | Garzena (Voghera) |

|             |           |                             |
| Ruffini 64’ | Marcatori | 12’ Casanchini 14’ Colaneri |

| Arbitro: | Salvatori (Roma) |

|  |           |              |
|  | Marcatori | 29’ Viani II |

| Arbitro: | Curradi (Firenze) |

|             |           |  |
| Ussello 17’ | Marcatori |  |

| Arbitro: | Scotto (Savona) |

|                  |           |                                              |
| Ratti 71’ (aut.) | Marcatori | 45’ Fiorini I 50’ (aut.) Barbieri 88’ Varoli |

| Arbitro: | Rosso (Torino) |

|           |           |            |
| Crola 33’ | Marcatori | 3’ Zandali |

| Arbitro: | Candela (Genova) |

|                             |           |  |
| Cappello 36’, 71’ Orzan 69’ | Marcatori |  |

| Arbitro: | Galeati (Bologna) |

|                              |           |             |
| Longhi 18’, 61’ Colaneri 51’ | Marcatori | 39’ Gambini |

| Arbitro: | Zavattaro (Casale M.) |

|                                     |           |  |
| Colaneri 36’ Crola 63’ Cattaneo 75’ | Marcatori |  |

| Arbitro: | Viarengo (Asti) |

|                                        |           |              |
| Vecchi 54’ Ciancamerla 56’ Gaddoni 78’ | Marcatori | 35’ Colaneri |

| Arbitro: | Conticini (Firenze) |

|                                |           |                               |
| Foglia 7’ Ghezzi 11’ Rosso 65’ | Marcatori | 26’ (rig.) Cattaneo 77’ Crola |

#### Girone di ritorno
| Arbitro: | Fois (Roma) |

|                  |           |                  |
| Colaneri 19’ 77’ | Marcatori | 88’ Carlo Pisani |

| Arbitro: | Rosso (Torino) |

|             |           |  |
| Moretti 70’ | Marcatori |  |

| Arbitro: | Marsciani (Modena) |

|           |           |                  |
| Longhi 6’ | Marcatori | 42’ (rig.) Pozzo |

| Arbitro: | Conticini (Firenze) |

|                      |           |  |
| Spadoni 21’ Lupi 24’ | Marcatori |  |

| Arbitro: | Forni (Trento) |

|           |           |  |
| Crola 32’ | Marcatori |  |

| Arbitro: | Venutti (Trieste) |

|                           |           |  |
| Colaneri 41’ Bramanti 43’ | Marcatori |  |

| Arbitro: | Goracci (Firenze) |

|                          |           |              |
| D'Odorico 30’ Degano 38’ | Marcatori | 42’ Colaneri |

| Arbitro: | Conticini (Firenze) |

|                                                               |           |                                  |
| Cartoni 2’, 5’, 21’ Crola 4’ Colaneri 19’, 60’ Spirolazzi 28’ | Marcatori | 54’ (rig.) Imberti 65’ Bertolo I |

| Arbitro: | Dellarole (Roma) |

|                           |           |  |
| Stua 9’ Viani II 81’, 85’ | Marcatori |  |

| Lodi 21 aprile 1940 27ª giornata | Fanfulla          | 0 – 0 | Vigevano | Stadio Dossenina\| Arbitro: \| Bianchi (Firenze) \| |
| Arbitro:                         | Bianchi (Firenze) |       |          |                                                     |

| Arbitro: | Goracci (Firenze) |

|            |           |  |
| Varoli 48’ | Marcatori |  |

| Arbitro: | Gamba (Napoli) |

|                                     |           |  |
| Di Benedetti 29’, 46’, 79’ Pini 39’ | Marcatori |  |

| Arbitro: | Costantini (Pescara) |

|                        |           |           |
| Longhi 5’ Bramanti 49’ | Marcatori | 23’ Orzan |

| Arbitro: | Marsciani (Modena) |

|                              |           |              |
| Renoldi 61’ Dapas 78’ (rig.) | Marcatori | 75’ Colaneri |

| Arbitro: | Fois (Roma) |

|                                |           |  |
| De Martinis 24’ Ponzinibio 44’ | Marcatori |  |

| Arbitro: | Ciamberlini (Genova) |

|              |           |             |
| Cattaneo 86’ | Marcatori | 35’ Gaddoni |

| Arbitro: | Codeluppi (Lodi) |

|                          |           |  |
| Cattaneo 36’ Cartoni 61’ | Marcatori |  |